# JCB (empresa)
J.C. Bamford Excavators Limited, universalmente conocida como JCB, es una corporación multinacional británica, con sede en Rocester, Staffordshire, que fabrica equipos para la construcción, la agricultura, el manejo de residuos y la demolición. Produce más de 300 tipos de máquinas, incluyendo excavadoras (retroexcavadoras), tractores y motores diesel. Tiene 22 fábricas en Asia, Europa, Norteamérica y Sudamérica; sus productos se venden en más de 150 países.
JCB fue fundada en 1945 por Joseph Cyril Bamford, de quien toma su nombre; sigue siendo propiedad de la familia Bamford. En el Reino Unido, India e Irlanda, la palabra "JCB" se utiliza a menudo coloquialmente como descripción genérica para excavadoras y aparece en el Oxford English Dictionary, aunque todavía se mantiene como marca registrada.
En 2013, JCB estableció su cuarta planta de fabricación en la India. En 2014, se informó de que tres de cada cuatro piezas de equipos de construcción vendidos en la India eran una JCB, y que sus operaciones indias representaron el 17,5% de sus ingresos totales. Los memes basados en JCB también se han vuelto frecuentes en la India.